# Adrián Marín Gómez
Adrián Marín Gómez (Torre-Pacheco, Murcia, 9 de enero de 1997) es un futbolista español que juega de defensa en el Orlando City S. C. de la Major League Soccer.

## Trayectoria
Llegó a la cantera del Villarreal con 11 años procedente de la EF Torre Pacheco.
Fue internacional por las categorías inferiores de la selección de España. Durante la temporada 2013-2014 disputó 42 encuentros en seis categorías diferentes: Villarreal B (3), Villarreal C (15), División de Honor.
Debutó en el primer equipo en Primera División el 14 de septiembre de 2014, contra el Granada C. F., por las lesiones de los laterales Bojan Jokić y Jaume Costa propició el debut en el equipo de este jugador que hace seis meses militaba en juvenil del Villarreal C. F.
De cara a la temporada 2016-17 se marchó cedido al C. D. Leganés, recién ascendido a Primera División, para coger experiencia.
En la temporada 2018-19 fue traspasado al Deportivo Alavés con el que firmó un contrato de tres años. El Villarreal Club de Fútbol se reservaba una opción de recompra.

El 1 de febrero de 2021, a pocos minutos del cierre del mercado, fue traspasado al Granada C. F. hasta junio del año 2023. El 30 de agosto del mismo año fue cedido al F. C. Famalicão portugués. La temporada siguiente, tras haber vuelto a Granada para realizar la pretemporada, fue traspasado al Gil Vicente F. C.
El 20 de junio de 2023 se hizo oficial su traspaso al S. C. Braga firmando hasta el año 2026. Sin embargo, en agosto de 2025 dejó el club para irse a los Estados Unidos y jugar en Orlando City S. C.

## Clubes
| Club                     | País           | Año       | Partidos | Goles |
| ------------------------ | -------------- | --------- | -------- | ----- |
| Villarreal C. F. "C"     | España         | 2013-2014 | 15       | 0     |
| Villarreal C. F. "B"     | España         | 2014-2016 | 21       | 1     |
| Villarreal C. F.         | España         | 2014-2016 | 25       | 0     |
| C. D. Leganés (cedido)   | España         | 2016-2017 | 14       | 0     |
| Villarreal C. F.         | España         | 2017-2018 | 8        | 0     |
| Deportivo Alavés         | España         | 2018-2021 | 28       | 0     |
| Granada C. F.            | España         | 2021-2022 | 9        | 0     |
| F. C. Famalicão (cedido) | Portugal       | 2021-2022 | 33       | 4     |
| Gil Vicente F. C.        | Portugal       | 2022-2023 | 37       | 0     |
| S. C. Braga              | Portugal       | 2023-2025 | 37       | 1     |
| Orlando City S. C.       | Estados Unidos | 2025-     |          |       |

Fuentes: BDFutbol - CeroaCero

## Palmarés

### Títulos nacionales
| Título                      | Club        | País     | Año  |
| --------------------------- | ----------- | -------- | ---- |
| Copa de la Liga de Portugal | S. C. Braga | Portugal | 2024 |